# ニコール・トゥビオラ
ニコール・トゥビオラ（Nicole Tubiola、1979年8月7日 - ）は、アメリカ合衆国の女優。2005年のテレビシリーズ「ワイルドファイア」のダニエル・ダビ・デイビス役で知られる。
アリゾナ州ブルヘッドシティ出身。1997年にモハーヴェ高校を卒業した。2003年8月10日、ワイルドファイアで共演した俳優のキーレン・ハッチソンと結婚し、2007年に男児を出産した。

## 出演作品
- 俺たちチアリーダー!
- フェイク・フィアンセ
- サーベルタイガー